# Gustavo Pérez Puig
Gustavo Pérez Puig (Madri, 2 de setembro de 1930 – 26 de junho de 2012) foi um diretor de teatro e realizador de televisão espanhol.